# آیا ترسناک است
«آیا ترسناک است» (به انگلیسی: Is It Scary) اسم ترانه و تکآهنگی اثر مایکل جکسون خواننده، ترانه‌نویس و آهنک‌ساز معروف آمریکایی است. این ترانه در سال ۱۹۹۳ نوشته شد و در سال ۱۹۹۷ بر روی آلبومی ریمیکس به نام خون روی زمین رقص: تاریخ در میکس قرار گرفت.